# Telecorporación Salvadoreña
Telecorporación Salvadoreña, ou simplesmente TCS, é uma rede de televisão salvadorenha fundada em 7 de dezembro de 1965.